# París-Roubaix 1922
La 23.ª París-Roubaix tuvo lugar el 16 de abril de 1922 y fue ganada por el belga Albert Dejonghe. 

## Clasificación final
|    | Ciclista          | Equipo           | Tiempo          |
| -- | ----------------- | ---------------- | --------------- |
| 1  | Albert Dejonghe   | Labor-Dunlop     | 7 h 47 min 00 s |
| 2  | Jean Rossius      | La Française     | a 6 min 00 s    |
| 3  | Émile Masson      | Alcyon           | m.t.            |
| 4  | Paul Deman        | Automoto-Russell | a 8 min 00 s    |
| 5  | Charles Lacquehay | J.B. Louvet-Soly | a 10 min 00 s   |
| 6  | Gaetano Belloni   | Bianchi-Salga    | a 11 min 30 s   |
| 7  | Alfons van Hecke  | JB Louvet-Soly   | m.t.            |
| 8  | Léon Scieur       | La Française     | a 13 min 00 s   |
| 9  | Marcel Godard     | -                | a 23 min 00 s   |
| 10 | Henri Pélissier   | Automoto-Russell | m.t.            |